# Johann Gottfried Horrmann
Johann Gottfried Horrmann (auch Hormann) (* 23. Januar 1765 in Frankfurt am Main; † 18. März 1843 ebenda) war ein Politiker der Freien Stadt Frankfurt.
Johann Gottfried Horrmann war Schuhmachermeister in Frankfurt am Main. Von 1807 bis 1843 war er als Ratsverwandter Mitglied im Senat der Freien Stadt Frankfurt. Von 1817 bis 1821 war er Mitglied des Engeren Rates. Er gehörte dem Gesetzgebenden Körper 1817, 1826, 1829 bis 1834 und 1836 an. 